# Villefranche-d'Allier
Villefranche-d'Allier is een gemeente in het Franse departement Allier (regio Auvergne-Rhône-Alpes). De plaats maakt deel uit van het arrondissement Montluçon. Villefranche-d'Allier telde op 1 januari 2022 1.265 inwoners.

## Geografie
De oppervlakte van Villefranche-d'Allier bedroeg op 1 januari 2022 39,63 vierkante kilometer; de bevolkingsdichtheid was toen 31,9 inwoners per km².
De onderstaande kaart toont de ligging van Villefranche-d'Allier met de belangrijkste infrastructuur en aangrenzende gemeenten.

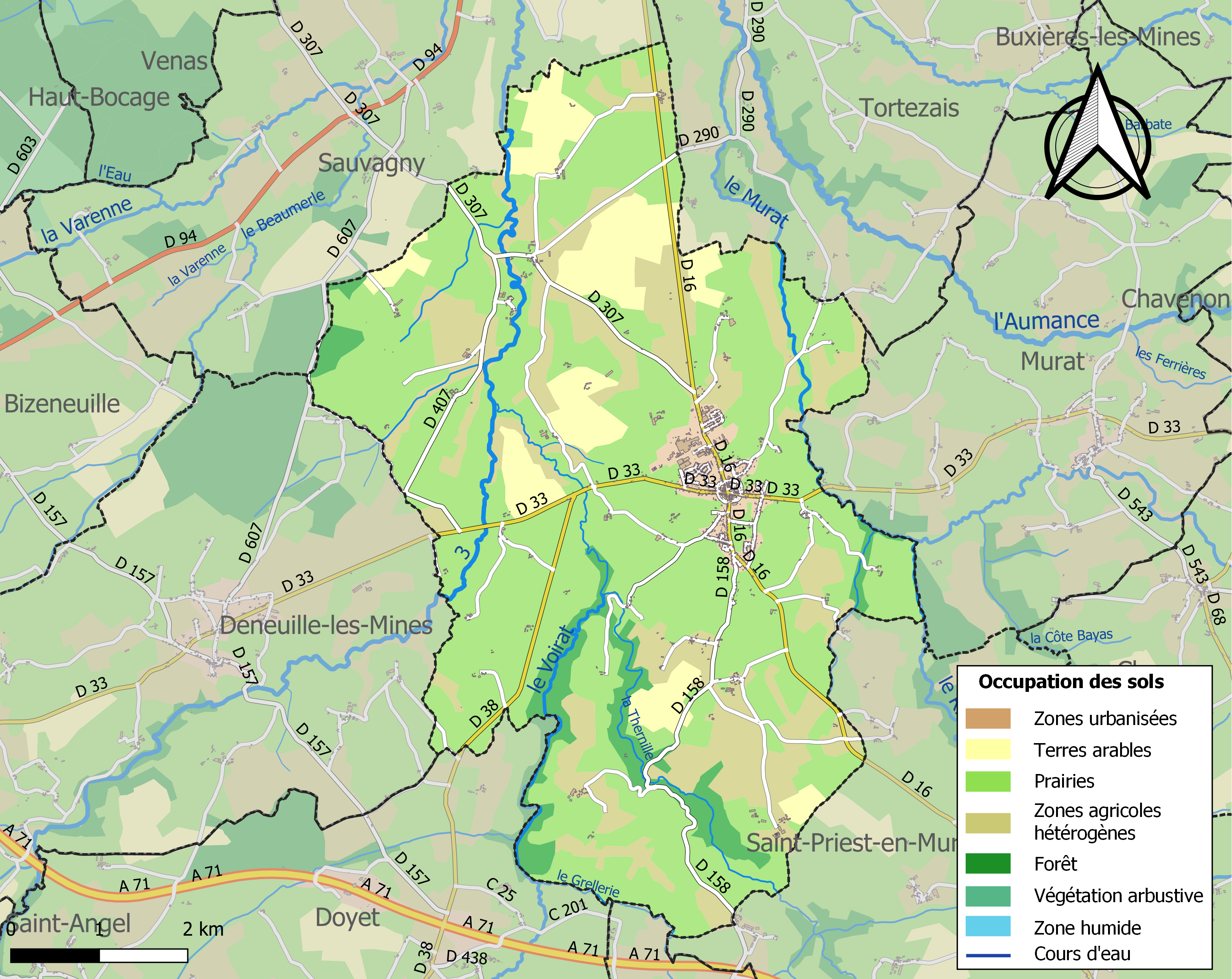

## Demografie
Onderstaande figuur toont het verloop van het inwonertal (bron: INSEE-tellingen).
Vanwege een beveiligingsprobleem met de MediaWiki Graph-software is het momenteel niet mogelijk deze grafiek weer te geven. Zodra de software is bijgewerkt zal de grafiek vanzelf weer zichtbaar worden.